# Curt Bucerius
Curt Bucerius (* 11. November 1882 in Naumburg; † 27. März 1951 in Essen) war ein deutscher Architekt, der insbesondere stadtbildprägende Fassaden in Essen entwarf.

## Leben und Wirken

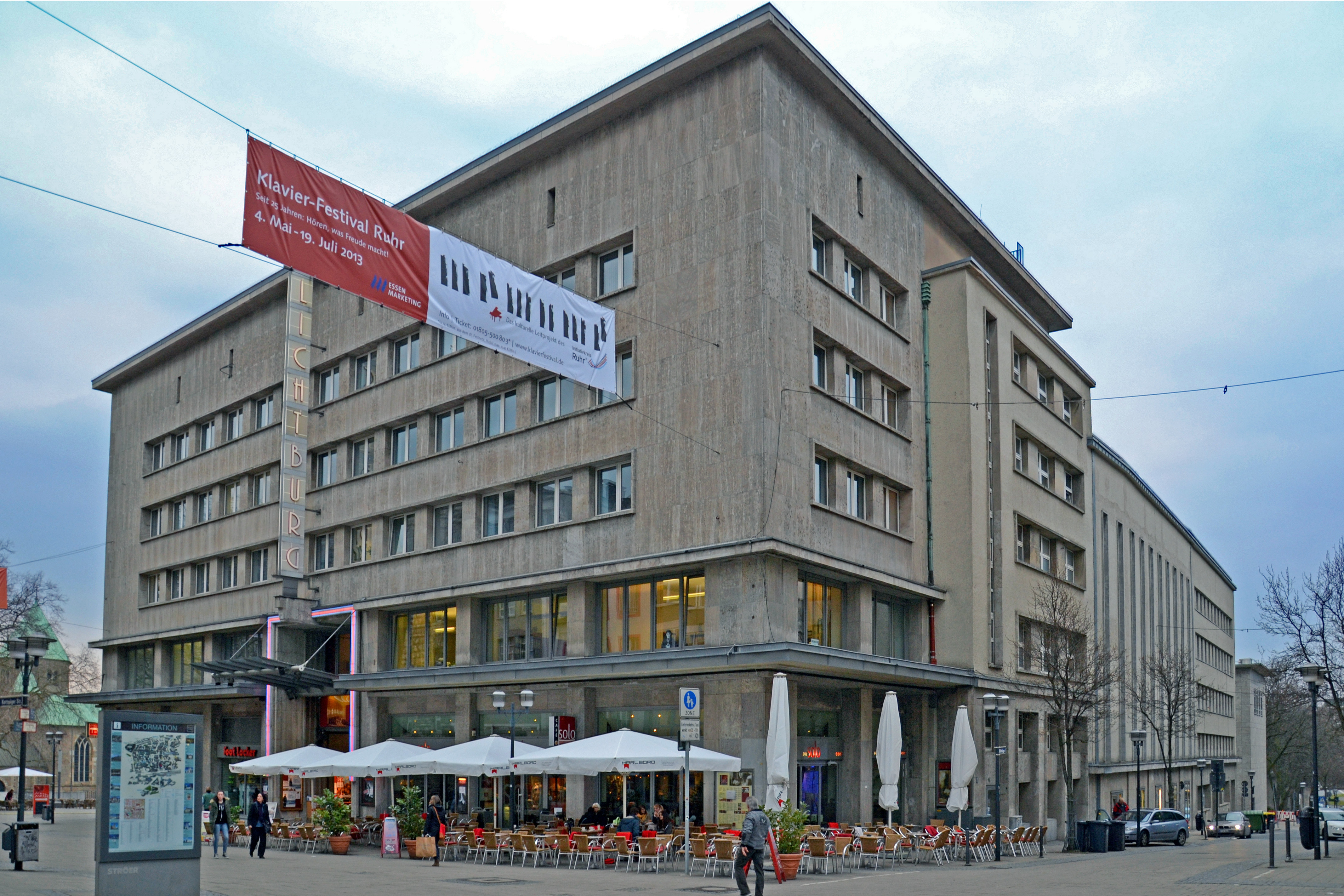
Lichtburg in Essen, nach dem Zweiten Weltkrieg verändert

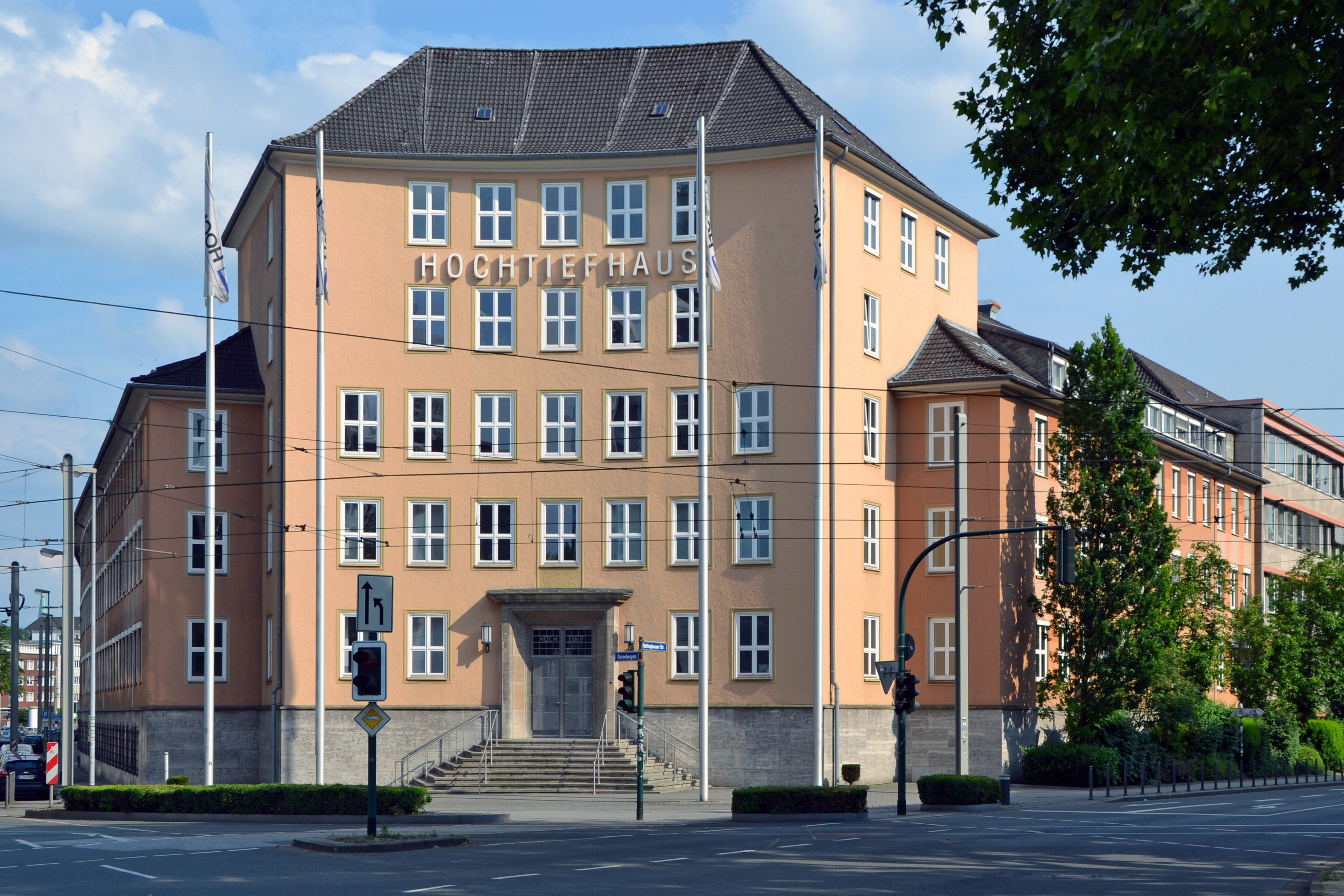
Hochtiefhaus in Essen

Curt Bucerius studierte an der Technischen Hochschule Karlsruhe und war seit 1906 Mitglied der Karlsruher Burschenschaft Tuiskonia. Er wirkte mehrere Jahrzehnte als Architekt in der Stadt Essen. Dabei arbeitete er oft mit unterschiedlichen Partnern zusammen; diese waren unter anderem Richard Heydkamp, Karl Kleemann, Fritz Börnke und Friedrich Lange aus dem Architekturbüro von Fritz Schupp. Curt Bucerius war Mitglied im Bund Deutscher Architekten.

### Bauten (Auswahl)
- 1914: Wohnhäuser im Essener Südostviertel
- 1923: Wohnsiedlung an der Stiftstraße in Bochum
- 1928: Lichtburg in Essen (Büro- und Geschäftshaus mit Großkino; mit Richard Heydkamp)
- 1937: Wohnsiedlung Feldmannhof in Altenessen
- 1938: Verwaltungsgebäude der Bauunternehmung Hochtief, gen. Hochtiefhaus, in Essen (mit Karl Kleemann)

Nach 1945 war Bucerius mit zahlreichen Neubauten von Geschäftshäusern und Verwaltungsgebäuden am Wiederaufbau Essens beteiligt.